# Logradouro
Logradouro är en kommun i Brasilien.   Den ligger i delstaten Paraíba, i den östra delen av landet, 1 700 km nordost om huvudstaden Brasília. Antalet invånare är 3 942. Arean är 38 kvadratkilometer.
Terrängen i Logradouro är huvudsakligen platt.
Omgivningarna runt Logradouro är huvudsakligen savann. Runt Logradouro är det ganska tätbefolkat, med 58 invånare per kvadratkilometer.